# Вулиця Хлібна (Львів)
Ву́лиця Хлібна — вулиця у Сихівському районі міста Львова, в місцевості Пасіки. Сполучає вулиці Миколи Пимоненка та Джорджа Вашингтона. Прилучаються вулиці Січинського та Еммануїла Миська.

## Історія та назва
Вулиця Хлібна прокладена на початку 1980-х років і вже 1981 року отримала назву — вулиця Купранця, на честь українського громадсько-політичного діяча Йосипа Купранця. Сучасна назва — вулиця Хлібна походить з 1993 року та названа так через розташований на ній львівський хлібозавод № 5.

## Забудова
На вулиці Хлібній переважає промислова забудова. Під № 2 розташований комплекс будівель ПрАТ «Концерн Хлібпром» (колись — «Львівський хлібзавод № 5», ВАТ «Концерн Хлібпром»). Під № 4а — чотирисекційний десятиповерховий житловий будинок з підземним паркінгом на 31 паркомісце, введений в експлуатацію у 2016—2018 роках.